# Gmina Nome
Gmina Nome (norw. Nome kommune) – norweska gmina leżąca w regionie Telemark. Jej siedzibą jest miasto Ulefoss.
Nome jest 228. norweską gminą pod względem powierzchni.

## Demografia
Według danych z roku 2005 gminę zamieszkuje 6565 osób. Gęstość zaludnienia wynosi 15,11 os./km². Pod względem zaludnienia Nome zajmuje 151. miejsce wśród norweskich gmin.
| ludność stan na 1 stycznia 2005 |         |           |       |
|                                 | kobiety | mężczyźni | razem |
| osób                            | 3254    | 3311      | 6565  |
| %                               | 49,57%  | 50,43%    | 100%  |

| wykształcenie stan na 1 października 2004 |        |         |        |        |
|                                           | podst. | średnie | wyższe | niezn. |
| osób                                      | 1192   | 3081    | 883    | 172    |
| %                                         | 22,37% | 57,83%  | 16,57% | 3,23%  |

## Edukacja
Według danych z 1 października 2004:
- liczba szkół podstawowych (norw. grunnskolar): 6
- liczba uczniów szkół podst.: 851

## Władze gminy
Według danych na rok 2011 administratorem gminy (norw. rådmann) jest Bjørn Gunerius Andersen, natomiast burmistrzem (norw. ordfører, d. borgermester) jest Jan Thorsen.